# Síndrome de Ulises
El síndrome de Ulises, también conocido como síndrome del emigrante con estrés crónico y múltiple, se trata de un fuerte malestar emocional que viven las personas que han tenido que dejar atrás el mundo que conocían en situaciones extremas. Es un cuadro psicológico que sufren millones de personas en el mundo. El nombre se inspira en el héroe mítico Ulises, el cual vivió innumerables adversidades y peligros lejos de sus seres queridos. Se calcula que en España, por ejemplo, hay unas 800 000 personas afectadas por ese síndrome.

## Entender la migración
En las últimas décadas, la transformaciones de carácter cultural y social se han visto fuertemente influidas por las migraciones, creándose nexos entre las diferentes naciones.  
De este modo, no solo se caracteriza este proceso como un fenómeno social relevante en los últimos tiempos, sino también como un cambio vital para la persona. 
Esto conlleva una serie de beneficios pero también puede dar paso a la existencia de dificultades en dicho procesos, generando sentimientos de pérdidas, incertidumbre e inseguridad (Ibarrola-Armendariz y Firth, 2007).

## Estresores del síndrome de Ulises
Según el psiquiatra Joseba Achotegui, director del SAPPIR y profesor titular de la Universidad de Barcelona: 
Los estresores más importantes son: la separación forzada de los seres queridos que supone una ruptura del instinto del apego, el sentimiento de desesperanza por el fracaso del proyecto migratorio y la ausencia de oportunidades, la lucha por la supervivencia (dónde alimentarse, dónde encontrar un techo para dormir), y en cuarto  lugar el miedo, el terror que viven en los viajes migratorios (pateras, ir escondidos en camiones…), las amenazas de las mafias o de la detención y expulsión, la indefensión por carecer de derechos, etc. 

## El duelo migratorio
El duelo migratorio no es el mismo concepto de duelo que quizás conocemos. En este caso, se refiere a un proceso de reestructuración de la persona ante la separación o pérdida de algo que es importante para esta. Habría dos conceptos influyentes: el tiempo que permanece fuera del país de origen y la distancia.
Algunas de las características que lo definen y diferencian serían las siguientes:
1. Duelo parcial: el duelo se produce ante una separación. En este caso, no se debe a la muerte de un ser querido, pues el país de origen y todo lo relacionado no desaparece. La persona tiene posibilidad de regresar de nuevo a su hogar.
2. Duelo recurrente y de larga duración: en este caso, el contacto con el país de origen se mantiene mediante llamadas o periodos de tiempo vacacionales, por ejemplo. Existe un deseo recurrente de volver a su hogar si se dan situaciones de fracaso o crisis. Ante estas, el duelo puedo cronificarse y dar paso a los síntomas característicos del síndrome de Ulises.
3. Duelo vinculado a aspectos de la infancia muy arraigados: si esta separación se lleva a cabo en el periodo infantil se darán una serie de etapas  vinculadas y, asimismo, conformará la personalidad del niño de cara a la adultez.
4. Duelo múltiple: conllevaría la existencia de diferentes tipos de duelos, entre ellos:

- Duelo por la familia y seres queridos
- Duelo por la lengua
- Duelo por la cultura
- Duelo por la tierra
- Duelo por el estatus social
- Duelo por el contacto con el grupo de pertenencia
- Duelo por los riesgos en la integridad de la persona[2]

## Parte clínica del síndrome de Ulises
- Sintomatología depresiva: destacaría la tristeza que se incrementa si la persona percibe fracaso. También se señala en esta área el llanto, la culpa y las ideas de muerte en algunos casos.
- Sintomatología de la ansiedad: entre los síntomas más comunes encontramos la presencia de preocupaciones continuas, irritabilidad y nerviosismo. Asimismo, se vería comprometida el área del sueño, favoreciendo una posible aparición de insomnio.
- Sintomatología en cuanto a somatización: destacan dos síntomas en esta área, las cefaleas (en un estudio se observó que el 76,7% de quienes sufrían el síndrome tenían cefalea) y la fatiga.[2]

El síndrome de Ulises es un cuadro reactivo de estrés ante situaciones límite que no pueden ser elaboradas. No es el duelo migratorio clásico, sino una variante extrema de este duelo que afecta a los inmigrantes en situación extrema del siglo XXI. Es importante remarcar que el síndrome de Ulises no es un trastorno mental, sino un cuadro intenso de estrés. Fue descrito en el año 2002.